# ルネ・シャール
ルネ・シャール（René Char、1907年6月14日 - 1988年2月19日）はフランスの詩人。シュルレアリスムの運動に参加するが、5年ほどで離れる。断章形式、アフォリズムによる、しばしば難解、晦渋とされる形而上詩を書いた。ナチス・ドイツ占領下でレジスタンス運動を率い、このときに使用した偽名からアレクサンドル隊長として知られることになった。ブラック、ピカソ、ミロ、ド・スタール、ジャコメッティなどの前衛芸術家との共同制作による詩集・詩画集を多数発表するほか、カミュ、ブランショ、バタイユ、ハイデガーなど同時代の作家・思想家とも交流が深かった。

## 生涯

### 背景
1907年6月14日、南仏リル＝シュル＝ラ＝ソルグ（プロヴァンス＝アルプ＝コート・ダジュール地域圏、ヴォクリューズ県）にルネ・エミール・シャールとして生まれた。4人兄弟姉妹の末子であった。両親とも労働者階級の出身で、母マリー＝テレーズ・シャール（旧姓ルージェ）はカヴァイヨン（ヴォクリューズ県）の煉瓦職人の娘、父エミール・シャールは家業の左官屋を受け継ぎ、北アフリカ（チュニジア）に支店を出すまでに発展させた実業家であった。1905年にリル＝シュル＝ラ＝ソルグの市長に就任し、ルネが生まれる前にネヴォン公園の一画にネヴォン邸と称する大邸宅を建設したばかりであった。ルネ・シャールは、この土地で過ごした日々について韻文詩「ネヴォンの青春」、「ネヴォンの悲しみ」などの詩を書いている。

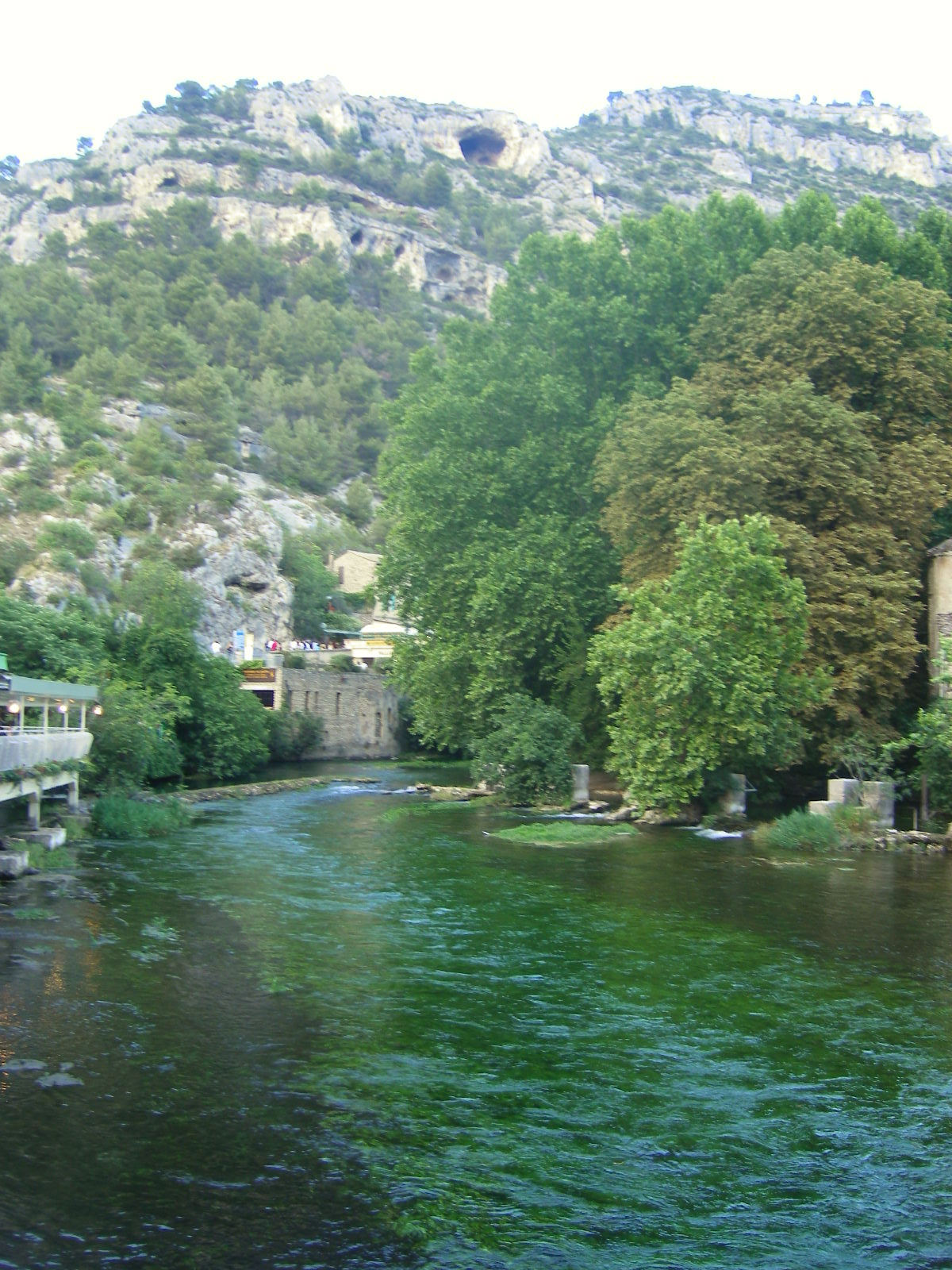
シャールの詩に歌われた故郷のソルグ川の水源

地元の公立小学校を卒業。1918年1月に父エミールが死去（このこともまた、「ネヴォンの悲しみ」に描かれている）。アヴィニョンの寄宿学校で中等教育を受けた後、1925年にマルセイユの高等商業学校に入学した。学業には熱心ではなかったが、フランソワ・ヴィヨン（15世紀の詩人）、アルフレッド・ド・ヴィニー（ロマン主義）、ジェラール・ド・ネルヴァル（ロマン主義、象徴主義・シュルレアリスムの先駆け）、シャルル・ボードレール（象徴主義）などの詩を読み耽った。

### 詩集『武器庫』発表まで
1927年にニームで兵役に服し、二等兵として砲兵連隊に配属された。このとき、後の映画監督アンドレ・カイヤットと知り合い、翌28年にリル＝シュル＝ラ＝ソルグで『メリディアン（子午線）』誌を創刊した。3号で終刊となったが、パブロ・ピカソ、ラウル・デュフィ、ジョアン・ミロの絵、ピカソとともにキュビスムに参加したアンドレ・サルモンや、アンドレ・ブルトンとともにシュルレアリスムの作品『磁場』を発表したフィリップ・スーポーの詩を紹介する前衛芸術・文芸雑誌であった。同年にはまた、過去数年にわたって書いた詩を初めて詩集『心の上の鐘』として発表した。友人ルイ・セリエール＝ルヌーの素描3枚を含む詩画集であり、ルネ＝エミール・シャールの名前で発表した唯一の詩集だが、発表後にそのほとんどを破棄してしまった。だが、早くも翌1929年にはニームで過去2年間の詩を集めた『武器庫』を発表。出版社は『メリディアン』誌と同様にメリディアンとなっている。口絵も『メリディアン』誌の同人でスペイン生まれの画家フランセスク・ドミンゴによるものである。『武器庫』を1部、シュルレアリスムの詩人ポール・エリュアールに送ったところ、エリュアールがシャールに会うためにリル＝シュル＝ラ＝ソルグを訪れた。以後、共同で制作したり旅をしたりするほか、後にエリュアールと彼がヌーシュと呼んだアルザス生まれの女優のマリア・ベンツ（ヌーシュ・エリュアール）との結婚の立会人を務めるなど（1934年）、生涯にわたって公私ともに親交を深めることになった。

### シュルレアリスム運動
1929年末にシャールはパリに越し、ブルトン、ルイ・アラゴン、ルネ・クルヴェルらに会ってシュルレアリスムの運動に参加。ブルトン、アラゴンらが1924年に創刊した『シュルレアリスム革命』誌に寄稿した。同誌は1929年に終刊となったが、シャールは『シュルレアリスム第二宣言』が発表された第12号に「主体の信仰告白」と題する詩を掲載した。シュルレアリスムに新たな表現の可能性を見いだそうとするシャールの「宣言」である。シュルレアリストが行った数々の挑発的なパフォーマンスのうちでも、シャールは特にブルトンとともに1930年2月14日、エドガール・キネ大通りに開店したばかりのバー「マルドロール」の「襲撃」を先導した。シュルレアリストらが崇敬するロートレアモンの『マルドロールの歌』に因んだ店名であり、彼らの意に反してシュルレアリスムを自称したからである。店内で殴り合いになり、ブルトンは打撲傷を受け、シャールは鼠蹊部に切り傷を負った。同じく1930年の7月には『シュルレアリスム革命』の後続誌『革命に奉仕するシュルレアリスム』が創刊された。これは、唯物史観（マルクス主義、ロシア革命）を支持しながらも、共産党の方針や権威主義を批判したブルトンの「第二宣言」を反映するものである。同誌は1933年5月の第6号で終刊となったが、シャールはこのほとんどに寄稿している。
1930年はさらに3冊の詩集が発表された。『秘密の墓』、『工事中徐行』、そしてシャールの作品のなかで最もシュルレアリスム的とされ、サルバドール・ダリの版画が掲載された『アルティーヌ』である。『秘密の墓』には挿絵・写真が12枚（各ページに1枚ずつ計12ページ）掲載され、うち1枚は代母ルイーズ・ロズの写真を使ったブルトン、エリュアールとの合作コラージュである。『工事中徐行』はブルトン、エリュアールとの合作詩集であり、書名は文字通り工事現場近くの立て看板から採られたものであり、5日にわたって3人で移動しながら「偶然」に任せて書いた即興詩である。一方、詩集『アルティーヌ』に登場する女性「アルティーヌ」は、故郷のソルグ川で溺死したローラ・アバや一時期知り合ったが消え去った女性といった実在の女性に神秘的な体験を重ね合わせた存在として、この後翌1931年発表の「ローラ・アバのマナ」、『正義の行為は消え果てている』所収の「ローラ・アバの亡霊」にも登場し、従来の文学伝統における理性や合理主義を排して、神秘や幻想を描こうとするシャールのシュルレアリスムを象徴している。

### 共産主義との関係 - 分裂
アラゴン、エリュアール、ブルトン、バンジャマン・ペレ、ピエール・ユニックはすでに1927年に共産党に入党していたが、「第二宣言」で表明されたように、シュルレアリスムと共産主義との関係は複雑であった。とはいえ、少なくともこの頃には、シュルレアリストは、シャールも含めて、共産党が組織した活動に参加している。たとえば、シャールは1931年10月発行の『革命に奉仕するシュルレアリスム』第2号に「好き放題の豚ども」と題する詩を発表して、植民地主義者やいわゆる「死の商人」を激しく非難している。1931年5月から11月までポルト・ドレ宮で植民地博覧会が開催されたとき、共産党はこれに抗議して「植民地の真実」と題する「反帝国主義博覧会」を開催した。これと連動してアラゴンら共産党員5人を中心とするシュルレアリストが「植民地博覧会へ行ってはならない」と訴える小冊子を配布した。この運動にはシャールのほか、クルヴェル、イヴ・タンギーらも参加した。また、1930年にハルキウで開催された国際革命作家同盟 (UIER) の大会を機に、1932年3月にUIERのフランス支部「革命作家芸術家協会 (AEAR)」が設立し、これには反植民地主義の運動に参加したシュルレアリストのほか、マックス・エルンスト、ロベール・デスノス、さらにシュルレアリスト以外でもロバート・キャパ、アンリ・バルビュス、アンドレ・ジッド、ロマン・ロラン、ジャン・ゲーノ、ジャン・ジオノ、アンドレ・マルロー、ポール・ニザンら多くの知識人が参加した。こうした活動は、同年8月にバルビュスとロマン・ロランが呼びかけ、アムステルダムで開催された反帝国主義戦争国際会議、およびこの会議に参加した知識人がパリのサル・プレイエルを拠点とする反ファシズム労働者運動に合流して結成した反戦・反ファシズムのアムステルダム＝プレイエル運動へとつながっていった。ここでも中心的な役割を果たしたのは共産党であったが、一方で、シャール、ブルトン、エリュアール、クルヴェル、ペレは、「反戦のための動員は平和ではない」とするパンフレットを配布し、ナチズムの脅威を前にしてもなお（1933年にヒトラー内閣成立）、非戦を貫こうとする平和主義者を批判した。
このときすでにシュルレアリストの間でも分裂が生じていた。アラゴンがハルキウ会議を機に社会主義リアリズムに転じ、ソ連滞在中に書いた長詩「赤色戦線」が掲載された国際革命作家同盟の機関誌『世界革命文学』のフランス語版がパリで押収され、翌1932年1月16日に「無政府主義の宣伝のために」、「軍隊に不服従を促し、殺人を教唆した」として告発された事件（アラゴン事件）で、シュルレアリストらはこれに抗議する署名運動を行ったが、アラゴンの転向に対しては1932年にブルトンが『詩の貧困』 を発表してこれを批判。シャール、クルヴェル、エリュアール、ペレ、エルンスト、ダリ、タンギー、トリスタン・ツァラもまた、『とんだ道化だ（アラゴン事件の終焉）』を発表してこの事件に決着を付けようとした。

### シュルレアリスムとの決別
シャールも（アラゴンとは異なる理由で）この頃から次第にシュルレアリスムの運動から距離を置くようになり、1933年6月創刊のシュルレアリスムの雑誌『ミノトール』には参加していない（但し、当初は主に前衛芸術雑誌としてピカソ、ジャコメッティ、マルセル・デュシャン、ハンス・ベルメール、ポール・デルヴォーらの作品が掲載され、ブルトン、エリュアールらが編纂にあたるようになったのは1937年からである）。さらに、1935年12月8日付の小冊子『バンジャマン・ペレへの手紙』でシュルレアリスムを批判。通常、これをもってシャールはシュルレアリスムに決別したとされる。シャールはもともと自動記述や睡眠実験には参加していなかったが、『バンジャマン・ペレへの手紙』では、「私は13か月前から自由を取り戻した」として、すでに1年以上前からシュルレアリスムの動きに疑問を抱いていたことを明らかにしている。特に1935年10月にブルトンとジョルジュ・バタイユによって結成された革命知識人闘争同盟「コントル・アタック（反撃）」はスペイン内戦や第二次大戦の危機を前にして、労働者に、資本家やナショナリストらに対する、戦争ではなく革命による「反撃」を準備するよう呼びかける運動であり、結局は短期間で決裂したが、シャールはこの運動は、ファシズムへの真の反撃ではないとしている。さらに、「詩は堕落し」、シュルレアリスムは「成長を止めた」と、運動の停滞を指摘する。

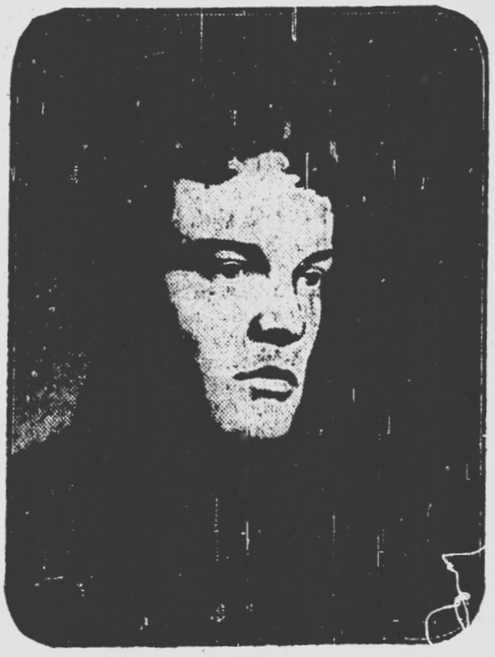
詩人ルネ・クルヴェル（1933年）

一方、この半年前にはフランスの知識人が反ファシズムと文化擁護を訴え、24か国230人の文学者を集めた第1回文化擁護国際作家会議が開催され、アラゴンがソ連代表のイリヤ・エレンブルグの協力を得て事務局を務めたが、エレンブルグと対立したブルトンが同会議から追放された。この会議に大きな期待を抱いていたクルヴェルが、結核の再発を知ったことと相俟って絶望を深め、会議の直前に自殺した。彼の死に深く心を痛めたシャールは数年後に、以来、クルヴェルの作品を読むことができなくなったとし、「彼はそのあまりにも美しい性格を最も多く、しかも真っ先に他人に与えた男だ。彼は共有するのでなく、自ら与えるばかりであった」と述懐している。

### 散文詩集『ムーラン・プルミエ』- 断章形式、アフォリズムへ
1934年に、これまで雑誌に掲載された詩をまとめた『主のない槌』を発表した。カンディンスキーの版画（ドライポイント）が掲載された本書は、シュルレアリスム出版社から刊行された4冊の中の最後の詩集である（なお、1926年に創設された同社は1968年まで存続した）。シャールはこの後、1932年に結婚した妻ジョルジェット・ゴルドスタンとともに家業の左官屋を再建するために故郷のリル＝シュル＝ラ＝ソルグに戻ったが敗血症を患い、以後しばらく同地で療養することになった。
1936年に断章形式と呼ばれる簡潔な短い文章による散文詩を集めた『ムーラン・プルミエ』を発表した（これ以後の詩集は、主にギィ・レヴィ・マノ (G.L.M) 社またはガリマール社から刊行されている）。「ムーラン・プルミエ（一番目の水車）」とは、故郷リル＝シュル＝ラ＝ソルグのソルグ川にあった実在の水車で、詩集には手書きの詩が添えられた12枚のリルの絵葉書が掲載されている。「断章」は、『イプノスの綴り』、『図書館は燃え上がっている』、最後の詩集『疑われる女への讃辞』まで繰り返し用いられる、シャールにとって重要な表現形式である。『ムーラン・プルミエ』は上述のファシズム批判の表明であり、とりわけ、1938年刊行の『外で夜は支配されている』以後にも「怪物」として頻出するファシズムを激しい言葉で批判している。その対象は、ファシズムだけでなく、その台頭を許している支配者の「愚鈍さ」であり、体制順応主義である。これは詩人シャールにとってシュルレアリスムの現状にも通じる「詩の危機」、すなわち、「成長を止めた」詩の停滞を打破しようとする試みでもある。そして逆に、そのために採られた形式が「断章」であり、影響として、シャールが愛読したギリシャの哲学者ヘラクレイトスからニーチェ、さらにはボードレールの『火箭』まで、その厭世観や辛辣な批判が同じように断章やアフォリズムで表現されていることが指摘される。

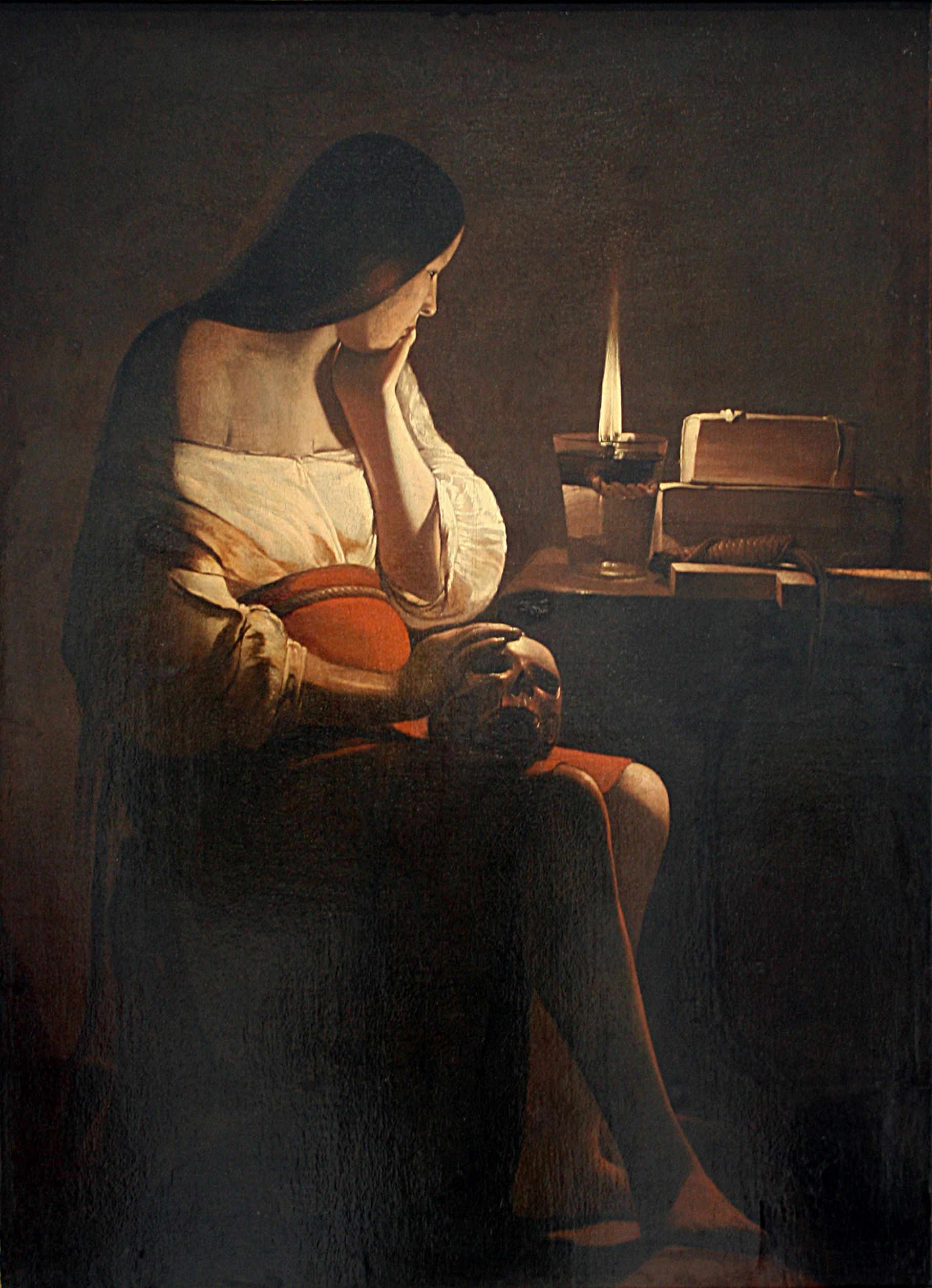
ジョルジュ・ド・ラ・トゥール作《眠れぬ夜を過ごすマドレーヌ》1640-1645年頃、ルーヴル美術館ランス別館蔵

シャールが最初に詩集を送り、ともにシュルレアリスムの運動に参加したエリュアールは、1933年に共産党を離党し、革命作家芸術家協会を脱会したが、1934年にスペイン内戦が勃発すると共和派（人民戦線政府）を支持し、再び共産党に入党した。したがって、共産党を支持することなく、シュルレアリスムからも離れたシャールとは政治的にも文学的にも異なる道を歩んでいたが、これは二人の友情に影響するものではなく、エリュアールは当時シャールが療養のために滞在していた（リル＝シュル＝ラ＝ソルグから200キロほどのところにある）ル・カネを訪れ、共同で詩を制作している。また、この後、第二次大戦中にはそれぞれに対独抵抗運動を展開することになる。
一方、この頃、シャールはキアロスクーロの画家ジョルジュ・ド・ラ・トゥールの絵に出会っている。とりわけマグダラのマリアを描いた一連の絵画に着想を得て書いた詩「常夜灯のマグダラのマリア」と散文作品「眠れぬ夜を過ごすマドレーヌ（マグダラのマリア）」（詩の発表は戦後）における女性像は、謎の女性、束の間姿を見せて消えてしまう「不在」の女性として1930年から31年にかけて詩に登場するアルティーヌやローラ・アバの系譜に連なるものである。
なお、ヴァレンティーヌ・ユーゴーの挿絵（ドライポイント）入りの詩集『回り道のためのびら』は、スペイン内戦勃発時に書き始められ、「スペインの子どもたち」に捧げられたものだが、第二次大戦勃発により発表は戦後に延期された。

### 対独レジスタンス運動 - アレクサンドル隊長

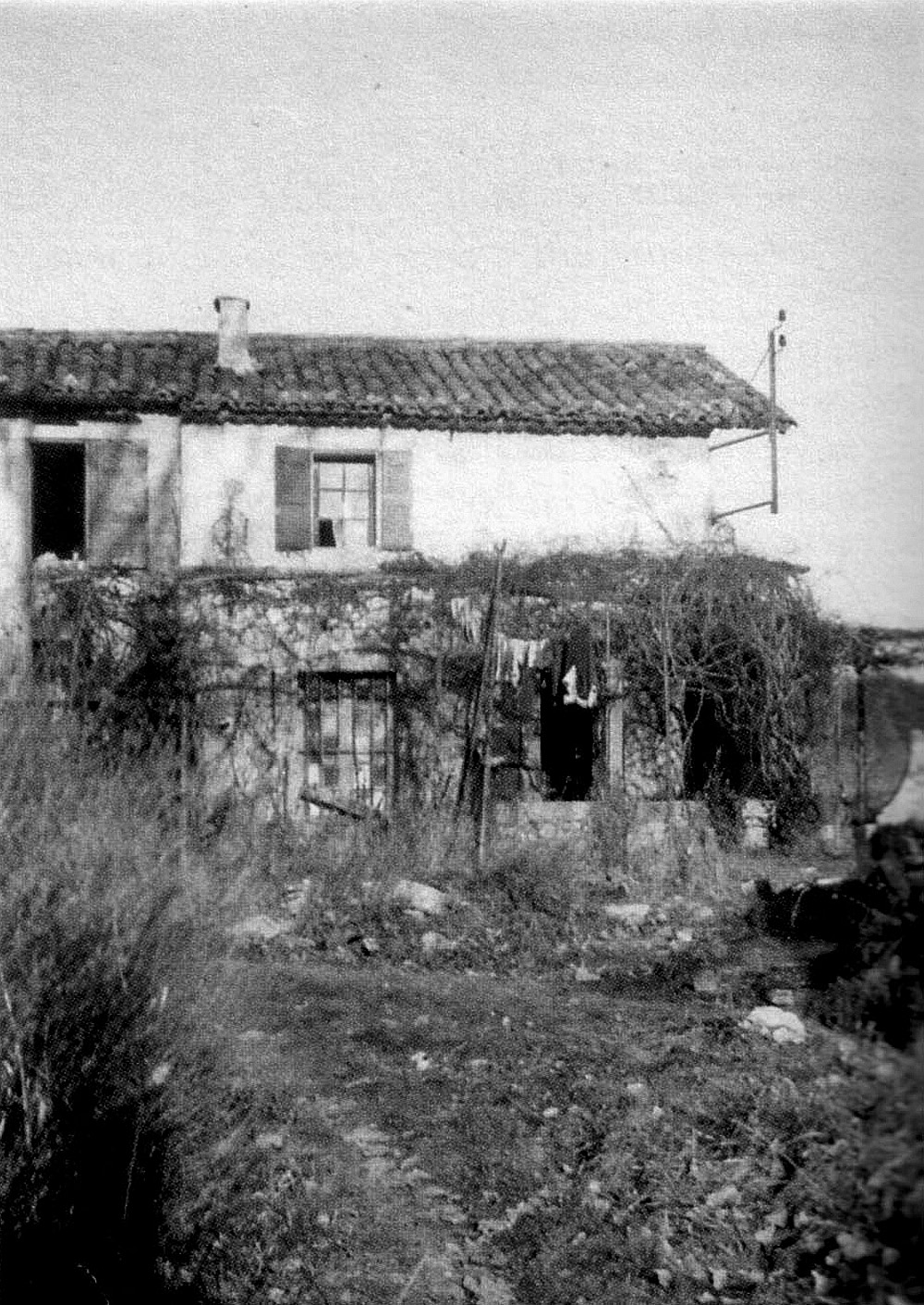
レジスタンスの活動中（1941年）にシャールが身を潜めていたクレストの小屋

第二次大戦が勃発し、シャールはアルザスの砲兵連隊に配属された。1940年5月にドイツ軍がフランスに侵攻。シャールはダンケルク撤退作戦（ダンケルクの戦い）のために、ロワレ県ジアン（サントル＝ヴァル・ド・ロワール地域圏）に向かい、民間船による撤退のためにロワール川のジアン橋の防御にあたった。6月14日、パリ陥落。6月22日、独仏休戦協定締結。復員したシャールは、南仏自由地域（ドイツ軍非占領地域）の故郷リル＝シュル＝ラ＝ソルグに戻ったが、12月に共産党員と疑われ、ヴォクリューズ県知事に通報された。知事は警察に家宅捜査を命じたが、捜査員の一人から逮捕される可能性があることを事前に知らされたため、急遽、セレスト（プロヴァンス＝アルプ＝コート・ダジュール地域圏、アルプ＝ド＝オート＝プロヴァンス県）に逃亡。翌1941年の初めに地元のレジスタンス運動家と連絡を取り、運動に参加した。
この頃、マルセイユには米国亡命のための査証の発給を待つブルトン、ペレ、エルンスト、ヴィフレド・ラム、オスカル・ドミンゲスらシュルレアリストが多数集まっていた。とりわけ、エレノア・ルーズベルトの支援によって結成された米国緊急救助委員会 (ERC) から派遣されたヴァリアン・フライらが拠点とした「エール・ベル邸」は彼らの議論の場、制作活動の場となった。シャールは「エール・ベル邸」を訪れ、彼らに再会する機会を得た。また、米国亡命を希望しながら果たせなかったシュルレアリスムのユダヤ人画家で、シャールが「未来を幻視する画家」と称したヴィクトル・ブローネル をかくまって逃亡を助け、戦時中も同じ地域に住んで交流を続けていた。

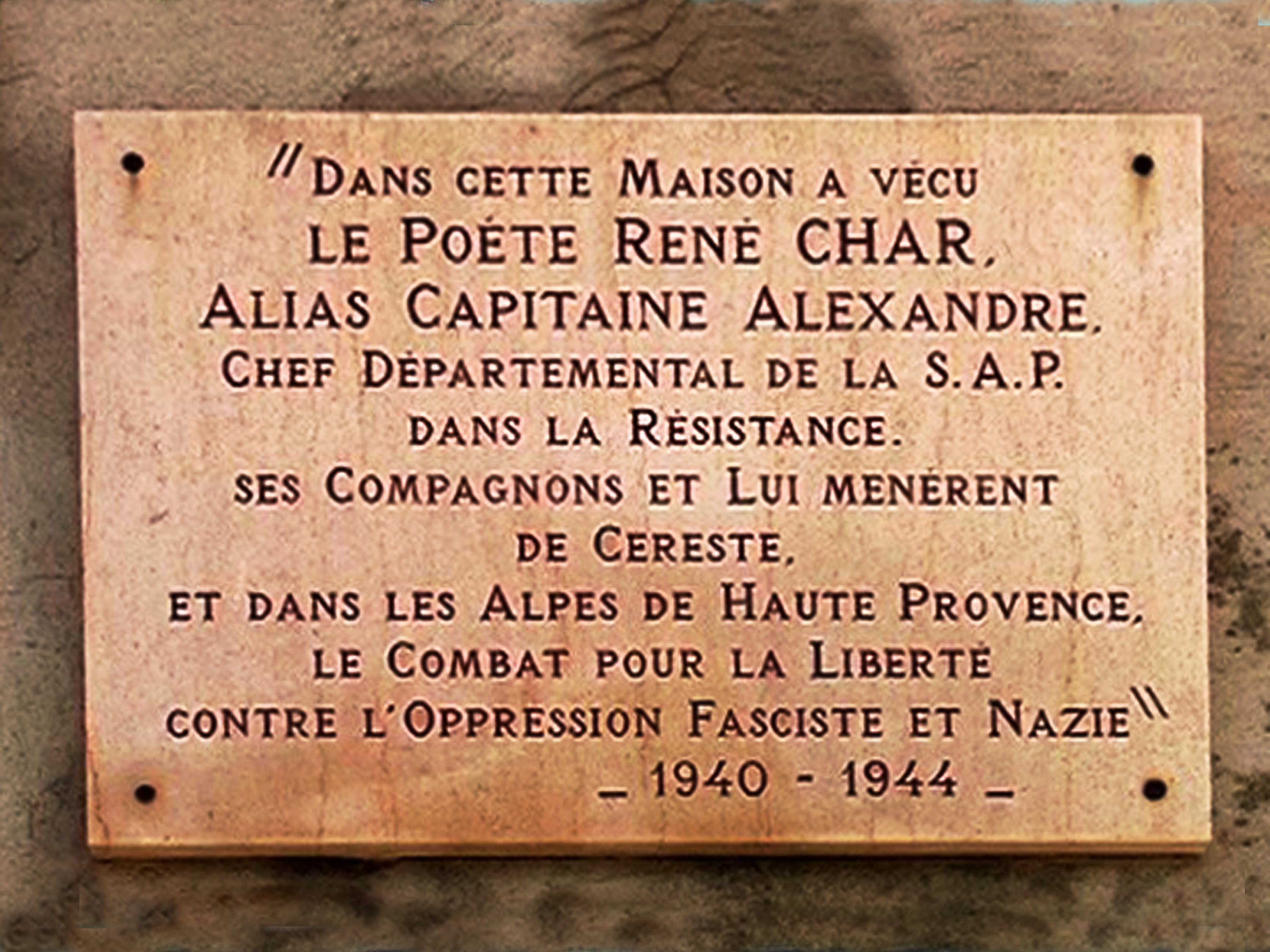
「詩人ルネ・シャール、通称アレクサンドル隊長」が戦時中に住んでいた家の銘板（セレスト）

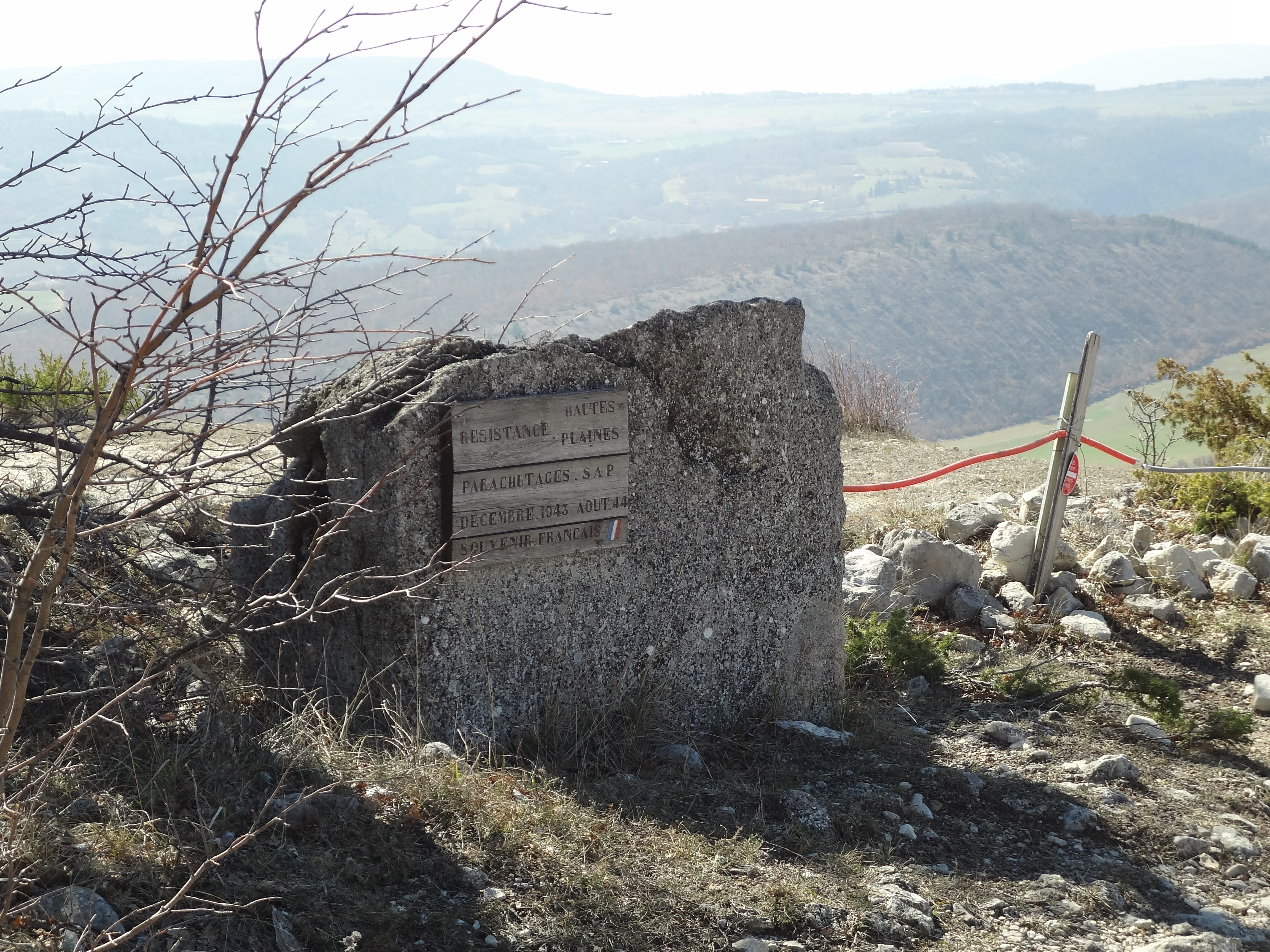
レジスタンス・パラシュート部隊の記念碑（セレスト）

シャールは最も活発なレジスタンス運動を展開したグループの一つ「秘密軍」に属し、アレクサンドルという偽名でデュランス川南部地域の責任者を務めた。さらに別のグループ「アクシオン（行動）」のフランス戦闘部隊 (FFC) の隊長を務め、1942年から義務労働徴用 (STO) の制度が導入されると、徴用を拒否して逃亡した者たちを集めて部隊に組み入れた。1943年からはロンドン、次いでアルジェから参加したレジスタンス運動家を集めて空挺部隊（パラシュート部隊）を結成するほか、武器貯蔵庫を確保し、武器輸送などの地下活動のための連絡網を構築した。ドイツ軍がセレストに侵攻したときに重傷を負い、一時療養したが、回復するとアルジェの連合軍参謀本部からの招集により、1944年7月から8月にかけてプロヴァンス地方への連合国軍の上陸作戦（ドラグーン作戦）の準備を進めた。こうしたシャールのレジスタンス運動は、主に地下出版活動によって抵抗運動を展開した作家、たとえば、22人のレジスタンス詩人の作品集『詩人たちの名誉』を編纂したエリュアール、ヴェルコールが地下出版のために創設した深夜叢書から作品を刊行したアラゴン、エルザ・トリオレ、ジャン・カスー、ジャン・ゲーノ、クロード・アヴリーヌらとは一線を画すものであった。
戦後に発表された詩集『イプノスの綴り』に収められた断章128はレジスタンスの体験に基づくものとして最も頻繁に引用される作品であり、教材として扱われることも多いが、エマニュエル・マクロンが大統領選の最初の集会で引用し、喝采を浴びたことでも知られることになった ―「私はこの人たちに何千もの信頼の糸で結びついていた。そして、その一本たりとも切れるはずはなかった。私はその日、激しく同胞を愛した。犠牲の精神を遙かに超えて。…そう、今日私はあなたたちを激しく愛する、友よ」。

### 戦後 - コラボレーション
パリ解放直後には、1939年に詩人マックス＝ポル・フーシェが対独レジスタンス作家の活動の場としてアルジェで創刊した文芸誌『フォンテーヌ』やエリュアールが創刊した『レテルネル・ルヴュ』に作品を発表し（前者は1947年、後者は1945年にそれぞれ終刊）、1945年に『孤立して留まって』が刊行された。これにより、シャールは「レジスタンスの詩人」として一般にも知られるようになった。さらに、シャールと同様にレジスタンスに直接参加したアルベール・カミュの勧めによって、『フォンテーヌ』に掲載された237の断章を『イプノスの綴り』としてガリマール社から出版。大きな反響を呼び、シャールの名は不動のものとなった。この結果、シャールは活動領域を広げ、彼の作品の翻案も行われた。1947年4月には彼の詩に基づくバレエ『呪い』が制作された。ジョルジュ・ブラックが舞台美術を担当し、シャンゼリゼ劇場で上演された。1948年には作曲家ピエール・ブーレーズがシャールの詩に曲を付けたカンタータ『水の太陽』がラジオ放送で発表された。ブーレーズはこの後、1955年に『主のない槌』、1957年には『婚姻の顔（婚礼の顔）』に曲を付けた。これらは現在、ブーレーズ指揮BBC交響楽団の演奏などで聴くことができる。ロートレック、カミーユ・クローデル、ダントン、モリエールなどの伝記を映画化したことで知られるロジェ・プランションは、1949年にシャールの戯曲『クレール』を上演。また、同年、『レ・タン・モデルヌ』に掲載された戯曲『陽光を浴びて歩く男』は1954年に米国で上演された。
とりわけ、ブラックとは1947年以降親交を深め、『図書館は燃え上がっている』（1956年）、『恋文』（1963年）にはブラックの挿絵（版画）が掲載されているほか、1958年には『ジョルジュ・ブラックに捧げる5篇の詩』を発表している。上述のように、シャールはもともと絵画に造詣が深く、すでに1938年に『カイエ・ダール（美術手帖）』 に「コローのイタリア女」、「クールベ ― 小石を割る男」などを掲載していた。同時代の画家としては、ブラック、ブローネル、ヴァレンティーヌ・ユーゴー、カンディンスキー、ダリのほか、ジャコメッティ、ヴィフレド・ラム、マティス、ミロ、ピカソ、ヴィエイラ・ダ・シルヴァ、イヴ・タンギー、ニコラ・ド・スタールとの合作で詩集や詩画集を発表している。
1949年に妻ジョルジェットと離婚、1951年には母マリー＝テレーズが死去した。この時期、アントナン・アルトー（1948年）、エリュアール（1952年）、ニコラ・ド・スタール（1955年）、カミュ、ピエール・ルヴェルディ（1960年）、バタイユ（1962年）、ブラック、ツァラ（1963年）、そしてブルトン（1966年）と、最も親しい友人の死が重なった。また、1954年には生家ネヴォン邸が売却され、敷地内に道路が敷設され、低家賃住宅 (HLM) が建てられた。子ども時代からの記憶が刻まれた場所を失った辛さから、同年、韻文詩「ネヴォンの悲しみ」を書いた。

### 戦後の代表作 -『激情と神秘』、『群島をなす言葉』
この間、1948年に既刊の詩集を1冊にまとめて未発表の詩を加えた『激情と神秘』を発表した後、『早起きの人たち』（1950年）、『引きつった平静さに』（1951年）、既刊の「四つの魅惑するもの」、「細心の人」と「ラスコー」によって構成される『岩壁と草原』（1952年）、性愛を描いた『恋文』（1953年）など代表作を次々と発表した。1955年に発表された散文集『基底と頂上の探究』は、シャールの詩論または文学評論としても重要である。本書で詩人は、ロマン主義、特にヴィクトル・ユーゴーを「肥満の道化師」「狂人たちの成功者」「ほらふきの興行師」と批判する。ユーゴー批判はすでに1936年の『ムーラン・プルミエ』においてもユーゴーの「我生の追伸」の批判的書き換えとして行われているが、これは、1921年にダダイストが即興劇「バレス裁判」においてモーリス・バレスを、1924年にはシュルレアリストが小冊子『死骸』を発表してアナトール・フランスをそれぞれ批判・風刺することで文壇・文学伝統における権威を否定し、突き崩そうとしたのと同じように、ユーゴーにまつわる既成の評価を覆そうとするものであり、シャールは、「ユーゴーによって誇張されたフランス・ロマン主義をネルヴァルとボードレールがきちんと秩序付けた」とし、さらに、「ランボーが支配し、ロートレアモンが次世代に伝えた」と書いている。シャールがランボーを高く評価していたことはしばしば指摘され、シャールの詩にも表現されているが（詩「きみが（文壇を捨てて）去って行ったのは、すごいことだ！」、ランボーの『地獄の季節』の一節「最後のぎゃあっ」に因む資料『最後のぎゃあっ』など）、一方で、その辛辣な風刺にもかかわらず、シャールは必ずしもユーゴーを貶めているわけではなく、むしろ、シャールがユーゴー、そしてロマン主義から受けた影響が非常に複雑なものであることを示唆するものとされる。
1962年に発表した『群島をなす言葉』は、『主のない槌』、『激情と神秘』と同様に、すでに出版した詩集に未発表の作品群を加えて編纂した大きな詩集であり、1952年から1960年までの間に書かれた詩が収められている。このうち、モーリス・ブランショに捧げた「死すべきパートナー」は、ブランショによるシャール論「ルネ・シャール」に感謝し、これに応えるために書かれた作品とされる。シャールとブランショは以後も互いに相手の作品に関する詩や散文を著している。

### 1960年代以降
1960年代には、平和運動や環境保全活動にも関わっている。1965年に故郷ヴォクリューズ県アプトの市長が同市を含むアルビオン高原に核ミサイル基地（空軍基地）を建設することに同意したときには、抗議運動を起こし、ピカソとともに「オメガ点（究極点）プロヴァンス地方」と題する小冊子やポスターを作成・配布し、抗議集会を開催した。

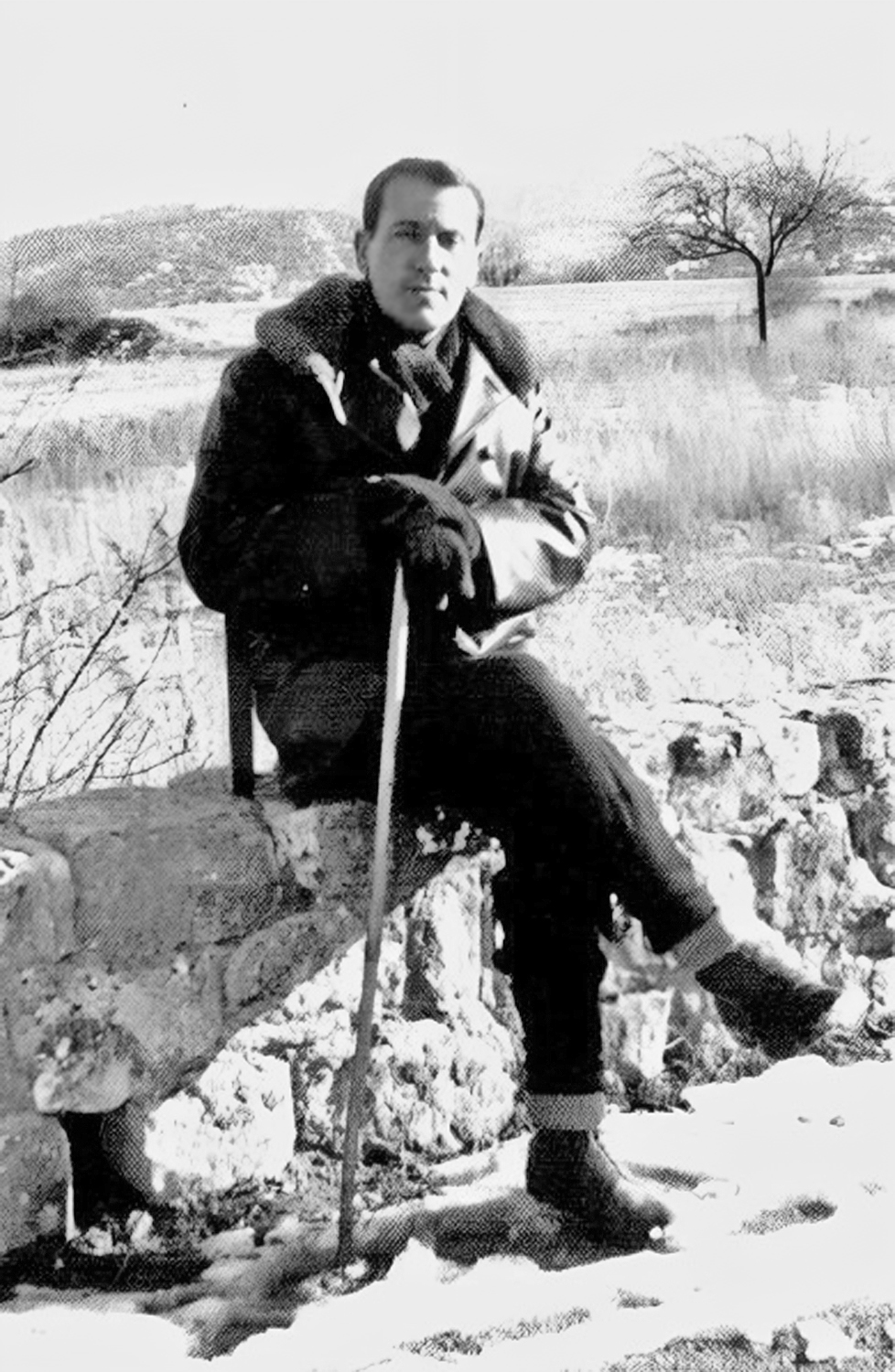
アレクサンドル隊長と呼ばれた頃（1943年）のシャール

シャールはまた、哲学者マルティン・ハイデガーとも親交を深めていた。1969年には故郷ヴォクリューズ県のル・トールにハイデガーを招待し、研究会を開催した。この会に参加したハイデガー研究者のバルバラ・カッサンは、このとき「我々はみな彼がナチであったことを知っていた。しかし、我々は対独抵抗運動のアレクサンドル隊長（ルネ・シャール）のもとに集まっていたのだ」と、その複雑な状況について語っている。
1968年5月に心血管疾患の症状が出現。このことは、翌1969年刊行の『心臓の犬』の巻頭詩に記している。同年には『恐怖遊び』、『機敏な歯』も刊行された。その後も詩作だけでなく民族学者・翻訳家のティナ・ジョラスとの共著で世界文学作品集（ラインバウト・デ・ヴァケイラス、ペトラルカ、ロペ・デ・ベガ、シェイクスピア、ウィリアム・ブレイク、シェリー、キーツ、エミリー・ブロンテ、エミリー・ディキンソン、フョードル・チュッチェフ、ニコライ・グミリョフ、アンナ・アフマートヴァ、ボリス・パステルナーク、オシップ・マンデリシュターム、ウラジーミル・マヤコフスキー、マリーナ・ツヴェターエワ、ミゲル・エルナンデスの作品を対訳で紹介） を発表するなど精力的に活動を続けたが、1980年頃にパリを去って故郷のリルに戻った。
1983年、ルネ・シャール全集が、ガリマール出版社のプレイヤード叢書として出版された。生前にプレイヤード叢書が刊行されたのは叢書創刊から90年の間に19人のみである。
1987年10月にガリマール社の編集委員マリー＝クロード・サン＝セーヌと再婚。
1988年2月9日、心臓発作により死去、享年80歳。リル＝シュル＝ラ＝ソルグ墓地に眠る。

## 作品
表現形式としては、初期の韻文詩から、シュルレアリストらとの合作を含む即興的・実験的な詩、散文詩、さらに最も特徴的な断章形式、アフォリズムへと向かった。但し、これは必ずしも一つの方向性を示すわけではなく、題材によって異なる。シャールは「アポリネール以来最高の現代詩人」、「最後の形而上詩人」と称され、その「秘教的な」詩はしばしば「難解」、「晦渋」とされる。
著書は、その多くが同時代の著名な画家による挿絵入り、または共同制作の詩画集である。

### 著書
| 邦題                                               | 原題                                                                           | 書誌情報 |
| -------------------------------------------------- | ------------------------------------------------------------------------------ | --- |
| 心の上の鐘                                         | Les Cloches sur le cœur                                                        | Le Rouge et le Noir, Paris,1928（ルイ・セリエール＝ルヌーによる素描3枚、唯一、ルネ＝エミール・シャールの名前で発表、1922年から26年にかけて書かれた詩、発表後、ほとんど破棄した） |
| 武器庫                                             | Arsenal                                                                        | Méridiens, 1929（フランセスク・ドミンゴによる口絵） |
| 秘密の墓                                           | Le Tombeau des secrets                                                         | Imprimerie A. Larguier, 1930 |
| 工事中徐行                                         | Ralentir, travaux                                                              | Éditions surréalistes, 1930（アンドレ・ブルトン、ポール・エリュアールとの合作）                                                                                                  |
| アルティーヌ                                       | Artine                                                                         | Éditions surréalistes, 1930（サルバドール・ダリの版画） |
| 正義の行為は消え果てている                         | L’action de la justice est éteinte                                             | Éditions surréalistes, 1931 |
| 戦闘の詩                                           | Poèmes militants                                                               | Chaîne, 1932 |
| 豊穣が訪れるだろう                                 | Abondance Viendra                                                              | 1933 |
| ヴィオレット・ノジエール                           | Violette Nozières                                                              | Nicolas Flamel, 1933 |
| 主のない槌                                         | Le Marteau sans maître                                                         | Éditions surréalistes, 1934（カンディンスキーのエッチング） |
| バンジャマン・ペレへの手紙                         | Lettre à Benjamin Péret                                                        | 1935（シュルレアリスムへの決別の書） |
| ムーラン・プルミエ                                 | Moulin premier                                                                 | G.L.M, 1936 |
| 別れへの従属                                       | Dépendance de l'adieu                                                          | G.L.M (Repères), 1936（ピカソの挿絵） |
| 回り道のためのびら                                 | Placard pour un chemin des écoliers                                            | G.L.M., 1937（ヴァランティーヌ・ユーゴーのドライポイント） |
| 外で夜は支配されている                             | Dehors la nuit est gouvernée                                                   | G.L.M, 1938 |
| 婚姻の顔                                           | Le Visage nuptial                                                              | Imprimerie Beresniak, 1938 |
| 孤立して留まって                                   | Seuls demeurent                                                                | Gallimard, 1945 |
| 主のない槌、ムーラン・プルミエ                     | Le Marteau sans maître suivi de Moulin premier                                 | José Corti, 1945（ピカソのドライポイント） |
| イプノスの綴り                                     | Feuillets d’Hypnos                                                             | Collection « Espoir », Gallimard, 1946 |
| 原初の沖積土                                       | Premières Alluvions                                                            | Collection « L’Age d’or », Fontaine, 1946 |
| 粉砕される詩                                       | Le Poème pulvérisé                                                             | Fontaine, 1947 |
| 激情と神秘                                         | Fureur et Mystère                                                              | Gallimard, 1948（既刊の詩集と未発表の作品群） |
| 木々と狩人の祭                                     | Fête des arbres et du chasseur                                                 | G.L.M, 1948（ジョアン・ミロによる口絵） |
| 外で夜は支配されている、回り道のためのびら         | Dehors la nuit est gouvernée précédé de Placard pour un chemin des écoliers    | G.L.M, 1948 |
| 水の太陽                                           | Le Soleil des eaux                                                             | Librairie Henri Matarasso, 1949（ジョルジュ・ブラックのエッチング4枚） |
| クレール                                           | Claire                                                                         | Gallimard, 1949（演劇、ロジェ・プランション監督） |
| 早起きの人たち                                     | Les Matinaux                                                                   | Gallimard, 1950 |
| 芸術は短く、原初の沖積土                           | Art bref suivi de Premières Alluvions                                          | G.L.M, 1950 |
| ルネ・シャールの詩                                 | Poèmes de René Char                                                            | 1950（ニコラ・ド・スタールの版画・素描） |
| 四つの魅惑するもの、細心の人                       | Quatre Fascinants et La Minutieuse                                             | 1951（ピエール・シャルボニエの版画） |
| 水の太陽                                           | Le Soleil des eaux                                                             | Gallimard, 1951 |
| 引きつった平静さに                                 | À une sérénité crispée                                                         | Gallimard, 1951（ルイス・フェルナンデスによるヴィニエット |
| 岩壁と草原                                         | La Paroi et la prairie                                                         | G.L.M, 1952.（「四つの魅惑するもの」、「細心の人」に「ラスコー」を加えて） |
| 地上の花飾り                                       | Guirlande terrestre                                                            | 1952（後に「恋文」に改稿、ジャン・アルプのコラージュ） |
| 恋文                                               | Lettera amorosa                                                                | Collection « Espoir », Gallimard, 1953 |
| 粉砕される詩後日譚                                 | Arrière-histoire du poème pulvérisé                                            | Jean Hugues, 1953（ニコラ・ド・スタールのリトグラフ） |
| 小枝の城壁                                         | Le Rempart de brindilles                                                       | Louis Broder, 1953（ヴィフレド・ラムのエッチング5枚） |
| 蛇の健康を祝して                                   | À la santé du serpent                                                          | G.L.M, 1954（口絵にジョアン・ミロのリトグラフ） |
| 雲雀                                               | L'alouette                                                                     | G.L.M, 1954（ジョアン・ミロの挿絵） |
| ネヴォンの悲しみ                                   | Le Deuil des Névons                                                            | Le Cormier, Bruxelles, 1954（ルイス・フェルナンデスのドライポイント） |
| 基底と頂上の探究、貧困と特権                       | Recherche de la base et du sommet, suivi de Pauvreté et privilège              | Gallimard, 1955 |
| 二年間の詩                                         | Poèmes des deux années                                                         | G.L.M, 1955（アルベルト・ジャコメッティのエッチング） |
| 図書館は燃え上がっている                           | La bibliothèque est en feu                                                     | Louis Broder, 1956（ジョルジュ・ブラックのエッチング） |
| 我々にとって、ランボー                             | Pour nous, Rimbaud                                                             | G.L.M, 1956 |
| 三十三の断章に                                     | En trente-trois morceaux                                                       | G.L.M, 1956 |
| 庭の仲間たち                                       | Les Compagnons dans le jardin                                                  | Louis Broder, 1957（趙無極の版画） |
| 図書館は燃え上がっているほか詩篇                   | La bibliothèque est en feu et autres poèmes                                    | G.L.M, 1957 |
| 最後のぎゃあっ                                     | Le Dernier Couac                                                               | G.L.M, 1958（ランボーの『地獄の季節』の一節にちなむ） |
| ジョルジュ・ブラックに捧げる5篇の詩                | Cinq Poésies en hommage à Georges Braque                                       | Edwin Engelberts, Genève, 1958 |
| ポエジーについて                                   | Sur la poésie                                                                  | G.L.M, 1958 |
| ル・レバンケ                                       | Le Rébanqué                                                                    | P.A.B, Alès, 1960（詩人ピエール・アンドレ＝ブノワ(PAB) による写真） |
| アンソロジー                                       | Anthologie                                                                     | G.L.M, 1960 |
| ダンテル・ド・モンミライユ                         | Les Dentelles de Montmirail                                                    | P.A.B, Alès, 1960 |
| 二篇の詩                                           | Deux Poèmes                                                                    | Jean Hugues, 1960（ポール・エリュアールとの合作） |
| アンソロジー                                       | Anthologie                                                                     | Voix de la terre, nouvelle série, IV, G.L.M, 1960 |
| 遠方の無慈悲                                       | L’Inclémence lointaine                                                         | Pierre Bérès, 1961（ヴィエイラ・ダ・シルヴァのビュラン彫り） |
| 群島をなす言葉                                     | La Parole en archipel                                                          | Gallimard, 1962（1952年から1960年までの既刊の詩集と未発表の作品群） |
| 恋文                                               | Lettera amorosa                                                                | Edwin Engelberts, Genève, 1963（ジョルジュ・ブラックのリトグラフ27枚） |
| 磁力の流れ                                         | Flux de l’aimant                                                               | Maeght, 1964（ジョアン・ミロのドライポイント17枚） |
| 共同の現前                                         | Commune Présence                                                               | Gallimard, 1964（ジョルジュ・ブランによる序文） |
| 古い印象                                           | Impressions anciennes                                                          | G.L.M, 1964 |
| 基底と頂上の探究                                   | Recherche de la base et du sommet                                              | Gallimard, 1965（増補改訂版） |
| 友情が生まれ、日が昇る                             | Naissance et jour levant d’une amitié                                          | Edwin Engelberts, Genève, 1965（カミュに捧げる） |
| もろい年齢                                         | L’Age cassant                                                                  | José Corti, 1965 |
| 上流への回帰                                       | Retour amont                                                                   | G.L.M, 1965（アルベルト・ジャコメッティのエッチング4枚） |
| 上流への回帰                                       | Retour amont                                                                   | Gallimard, 1966 |
| 木々の下で開幕（季節劇団）                         | Trois Coups sous les arbres (théâtre saisonnier)                               | Gallimard, 1967 |
| 獲物の多い雨の中で                                 | Dans la pluie giboyeuse                                                        | Gallimard, 1968 |
| 激情と神秘                                         | Fureur et mystère                                                              | Gallimard, Collection « Poésie », 1967（イヴ・ベルジェによる序文） |
| 心臓の犬                                           | Le Chien de cœur                                                               | G.L.M, 1969（口絵にジョアン・ミロのリトグラフ） |
| 早起きの人たち、群島をなす言葉                     | Les Matinaux suivi de La Parole en archipel                                    | Gallimard, Collection « Poésie », 1969 |
| 恐怖遊び                                           | L’Effroi la joie                                                               | Au Vent d’Arles, Saint-Paul-de-Vence, 1969 |
| 機敏な歯                                           | Dent prompte                                                                   | Galerie Lucie Weil, Au pont des arts, 1969（マックス・エルンストのリトグラフ11枚）                                                                                               |
| 彫刻家ボワヤンとスゼンヌ                           | Boyan sculpteur et Szenes                                                      | P.A.B, 1971（アルパド・スゼンヌÁrpád Szenes） |
| 失われた裸                                         | Le Nu perdu                                                                    | Gallimard, 1971 |
| 基底と頂上の探究                                   | Recherche de la base et du sommet                                              | Gallimard, Collection « Poésie », 1971 |
| その輪の中で輝いていた、魔力を持つ夜               | La Nuit talismanique                                                           | Collection « Les sentiers de la création », Skira, Genève, 1972（ルネ・シャール自身による挿絵）                                                                                  |
| 大した苦労もなく                                   | Sans grand-peine                                                               | Gaston Puel, 1973（ピエール・シャルボニエの素描） |
| エテジアンに打たれるピカソ                         | Picasso sous les vents étésiens                                                | G.L.M, 1973 |
| 出会い ― ジョゼフ・シマとともに描く風景            | Se rencontrer, paysage avec Joseph Sima                                        | Jean Hugues, 1973（ジョゼフ・シマによる口絵） |
| 芸術の世界は赦しの世界ではない                     | Le monde de l’art n’est pas le monde du pardon                                 | Maeght, 1974 |
| ポエジーについて                                   | Sur la poésie                                                                  | G.L.M, 1974（増補改訂版） |
| 狩猟する香料                                       | Aromates chasseurs                                                             | Gallimard, 1975 |
| …と一緒に道を行く                                  | Faire du chemin avec...                                                        | Imprimerie Union, 1976 |
| 聖家族から直角を成して怠惰へ                       | De la Sainte Famille au Droit à la paresse                                     | Le Point cardinal, 1976. |
| ラ・バランドラーヌの歌                             | Chants de la Balandrane                                                        | Gallimard, 1977 |
| 失われた裸                                         | Le Nu perdu                                                                    | Gallimard, Collection « Poésie », 1978 |
| 眠る窓たちと屋根に面した扉                         | Fenêtres dormantes sur le toit                                                 | Gallimard, 1979 |
| 生きる糧                                           | La Planche de vivre                                                            | Gallimard, 1981（ティナ・ジョラス共著、世界文学作品集、対訳） |
| 全集（プレイヤード叢書）                           | Œuvres complètes                                                               | Gallimard, Collection « Bibliothèque de la Pléiade », 1983 |
| ヴァン・ゴッホのあたり                             | Les Voisinages de Van Gogh                                                     | Gallimard, 1985 |
| 光を当てられた死者                                 | Le Gisant mis en lumière                                                       | M.-C. Billet, 1987（アレクサンドル・ガルペリーヌによる装飾写本） |
| 疑われる女への讃辞                                 | Éloge d'une Soupçonnée                                                         | Gallimard, 1988 |
| 以下、没後出版                                     |                                                                                | |
| 疑われる女への讃辞ほか詩篇                         | Éloge d'une Soupçonnée précédé d'autres poèmes (1973-1987)                     | Gallimard, Collection « Poésie », 1989 |
| 生きる糧                                           | La Planche de vivre                                                            | Gallimard, Collection « Poésie », 1995（ティナ・ジョラス共著、世界文学作品集、対訳）                                                                                             |
| 全集（プレイヤード叢書）                           | Œuvres complètes                                                               | Gallimard, Collection « Bibliothèque de la Pléiade », 1995（増補改訂版） |
| 地上の花飾り                                       | Guirlande terrestre                                                            | Gallimard, 1996（ジャン・アルプのコラージュ） |
| 詩人のアトリエで                                   | Dans l'atelier du poète                                                        | Gallimard, Collection « Quarto » 1996（マリー＝クロード・シャール編） |
| 三十三の断章にほか詩篇、深紅のハッチング帽を被って | En trente-trois morceaux et autres poèmes, suivi de Sous ma casquette amarante | Gallimard, Collection « Poésie », 1997 |
| 共同の現前                                         | Commune Présence                                                               | Gallimard, Collection « Poésie », 1998 |
| 主のない槌、ムーラン・プルミエ                     | Le Marteau sans maître suivi de Moulin premier                                 | Gallimard, Collection « Poésie », 2002（マリー＝クロード・シャール編） |
| 恋文、地上の花飾り                                 | Lettera amorosa suivi de Guirlande terrestre                                   | Gallimard, Collection « Poésie », 2007（ジョルジュ・ブラック、ジャン・アルプによる挿絵）                                                                                         |
| 群島をなす言葉                                     | Poèmes en archipel                                                             | Gallimard, Collection « Folio », 2007（マリー＝クロード・シャール、マリー＝フランソワーズ・ドルクロワ、ロマン・ランクレ＝ジャヴァル、ポール・ヴェーヌ共編）                      |
| イプノスの綴り                                     | Feuillets d'Hypnos                                                             | Gallimard, Collection « Folioplus classiques », 2007（マリー＝フランソワーズ・ドルクロワ編纂の参考資料を収録）                                                                   |
| 婚姻の顔、上流への回帰                             | Le Visage nuptial suivi de Retour amont                                        | Gallimard, Collection « Poésie », 2018（マリー＝クロード・シャールによる序文、アルベルト・ジャコメッティによる挿絵）                                                             |

### 邦訳
- 水田喜一朗訳「ルネ・シャール」『現代フランス詩人集（第2冊）』ユリイカ、1956年 - たくましい自然現象 / 詩人たち / 議論 / 戦車 / ソルグ河のルイ・キユレル / 自由 / パン屋はまだ…… / 恐ろしい日 / 死に瀕する人々の…… / 水しぶき / 恐怖 調子外れ 沈默 / マルチネ / 不眠の夜を過したマドレーヌ / 発明者たち / すべての隠遁者たちへのこの愛 / 哨兵の忠告 / Ａ★★★ / 赤い祈り
- 窪田般彌訳『ルネ・シャール詩集』ユリイカ（海外の詩人双書4）1958年 - ルネ・シャールについて（窪田般弥）/ にぎりしめた拳 / 森が・であるためには / 美しい建物と予感 / 怒る職人たち / 孤独な死刑執行人たち / 愛 / 風に別れを / 笊屋の恋人 / 高麗鶯 / 拒絶の歌 / ソルグ河のルイ・キュレル / 自由 / 眠りの神の書 / 柏のばら / 抵抗する諸君 / ぼくは苦悩のなかに住む / マルト / 恐怖・爆発・沈黙 / 蛇の健康のために / 雨燕 / 竪琴 / 氷った池の面に / 備忘録 / 変らぬこころ / なぜお前は立ち去った？ / かれらに再び与え給え / 云へ / 尊大な祈り / 女生徒のなかま / ネヴォンの青春 / 恋するとかげの哀歌 / 生きよ！ / ピレネー / ダイダロス / 窓ガラス / 正しい夜 / ひそやかに恋する女 / 悼ましいマスク / 真実は君らを自由にするだろう / アントナン・アルトー / A / 四つの魅惑するもの / 細心な女 / 墓碑銘 / 不眠の歌 / ばらの顔 / まむしの子 / 招待 / きみはよく出かけたアルチュール・ランボーよ！ / アルベルト・ジャコメッティ / 朝焼け / 庭園の仲間たち
- 水田喜一朗訳「ランボオ・詩について」窪田般彌編『現代フランス詩論（世界詩論大系1）』思潮社、1964年
- 山本功訳『ルネ・シャール』（ピエール・ゲール編著）思潮社（セリ・ポエティク3）1969年
- 窪田般彌訳『ルネ・シャール詩集』晶文社、1971年
- 水田喜一郎訳「ルネ・シャール（僕は事件になりたかった / 詩人たち / きみの眼は…開かれる / 共通の現存 / 風に別れを / 囚人の鉛筆画 / 議論 / マルチネ / 真理がきみたちを自由にするだろう / A＊＊＊ / 魅了する四つの存在 / もちあげられた長柄の鎌 / 深淵のうえに描かれるもの / 下女 / 砕けやすい年（抄）」）窪田般彌編『現代詩集I ― フランス（世界詩人全集20）』新潮社、1979年
- 『シュルレアリスムの詩（シュルレアリスム読本1）』思潮社、1981年 - 窪田般彌訳の詩11編と詩集『共通の現前』のジョルジュ・ブランによる序文を「ルネ・シャール論」（阿部良雄訳）として所収
- 安藤元雄訳「眠りの神のノート（抄）」安藤元雄、入沢康夫、渋沢孝輔編『フランス名詩選』岩波書店（岩波文庫）1998年
- 吉本素子訳『ルネ・シャール全詩集』青土社、1999年、新装版 2002年 - 主のない槌 ― ムーラン・プルミエを附す（兵器庫、アルティーヌ、正義の行為は消え果てている、戦闘の詩、豊穣が訪れるだろう、ムーラン・プルミエ）/ 外で夜は支配されている ― 回り道のためのびらを前に附す（序文、回り道のためのびら、外で夜は支配されている）/ 激情と神秘（孤立して留まって、イプノスの綴り、忠実な対抗者、粉砕される詩、物語る泉）/ 早起きの人たち（木々と狩人の祭、白いシエスタ、暗黙の同意、遊べそして眠れ、早起きの人たちの赤さ）/ 群島をなす言葉（恋文、岩壁と草原、二年間の詩（I 小枝の城壁 / II 留まらなかった恋人）、図書館は燃え上がっていると他の詩、風の上に、離れること）/ 失われた裸（上流への回帰、獲物の多い雨の中で、心臓の犬、恐怖遊び、乾いた家を足場にして）/ その輪の中で輝いていた、魔力を持つ夜（I アフォリズムの詩 / II 誰もが呼ぶ）/ 狩猟する香料 / ラ・バランドラーヌの歌（フフに捕えられた七、残酷な組合せ、ニュートンは演出を妨げた、フルートと作業台I、フルートと作業台II、虐待された行列）/ 眠る窓たちと屋根に面した扉（I …と一緒に道を行く、II 論争のない丸一日、III 君はそこでどんな風だろう、プチットマルミットよ、でも君は傷ついている！、IV ジュートの袋をほぐすこと）/ 三十三の断章に / 満足した鎌に / 薔薇の木の棒 / 私たちの遺灰から遠く / ヴァン・ゴッホのあたり（ほんのちょっとしたことで君が目覚めたのが分かるので…）/ 疑われる女への賛辞
- 『婚礼の顔・水の太陽他』ピエール・ブーレーズ作曲・指揮、BBC交響楽団、ワーナーミュージック、2003年
- 西永良成訳『ルネ・シャールの言葉』平凡社、2007年 - 自分の名を告げる / ソルグ川—イヴォンヌのための歌ほか / ポエジーについて / 引きつった平静さに / もろい年齢 / 水の太陽 / 主体の信仰告白 / 非売の手紙 / フランシス・キュレルへの手紙 / エフェソスのヘラクレイトス / 古い印象 / アルチュール・ランボー / ジョルジュ・ド・ラ・トゥールの正し / ジョルジュ・ブラックをめざして / 磁力の流れ / 千の頼み綱 / ヴィクトル・ブローネル / アルベルト・ジャコメッティ / ヴィエラ・ダ・シルヴァ / ニコラ・ド・スタール / 草原と月桂樹
- 野村喜和夫訳著『ルネ・シャール詩集 ― 評伝を添えて』河出書房新社、2019年 - 「ル・マルトー・サン・メートル ― ムーラン・プルミエを添えて」より /「外では夜が支配されている（1936-1938）」より /「激情と神秘」より /「朝早い人たち（1947-1949）」より /「土台と頂点の探求」より /「群島をなす言葉（1952-1960）より /「失われた裸（1964-1970）」より /「狩猟する香料（1972-1975）」より
- 吉本素子訳『ルネ・シャール全集』青土社、2020年 - 主（あるじ）のない槌 / 外で夜は支配されている / 激情と神秘 / 早起きの人たち / 群島をなす言葉 / 失われた裸 / その輪の中で輝いていた、魔力を持つ夜 狩猟する香料 / ラ・バランドラーヌの歌 / 眠る窓たちと屋根の上の扉 / 三十三の断章に / 満足した鎌に / 薔薇の木の棒 / 私たちの遺灰から遠く / ヴァン・ゴッホのあたり / 疑われる女への讃辞 / 基底と頂上の探究 / 木蔭での開幕の合図

## 参考資料
- Jean Voellmy, René Char ou Le mystère partagé, Champ Vallon, Collection « Champ poétique », 1993.
- René Char, Éditions Larousse - Encyclopédie Larousse en ligne.
- CHAR René, Alexandre - Maitron.
- 吉本素子（2000）「断章形式の誕生 ― ルネ・シャールの『ムーラン・プルミエ』について」『仏文研究』第31巻、京都大学フランス語学フランス文学研究会、85-101頁。
- 吉本素子（2002）「シュルレアリスム参加直後のルネ・シャール ―「アルティヌ」の成立」『仏文研究』第33巻、京都大学フランス語学フランス文学研究会、75-94頁。
- 吉本素子（2004）「シャールとブルトン ― ルネ・シャールのシュルレアリスム参加の時代を中心に」『仏文研究』第35巻、京都大学フランス語学フランス文学研究会、151-167頁。
- René Char et le surréalisme (2008), Fabula, la recherche en littérature (source : Olivier Belin).
- 勝山絵深（2012）「ルネ・シャールにおける「通りすぎる女」と詩の生成 ―「常夜灯のマグダラのマリア」と「夜更かしをしていたマドレーヌ」」『日本フランス語フランス文学会関東支部論集』第21巻、125-138頁。
- 中嶋美貴（2014）「ルネ・シャール、〈基底〉への形式上の反抗」『早稲田大学総合人文科学研究センター研究誌 - WASEDA RILAS JOURNAL』第2巻、早稲田大学総合人文科学研究センター、37-48頁。
- Anne-Marie Fortier (2018), Chapitre 2. Rimbaud : Ombres prêtées, René Char et la métaphore Rimbaud : La lecture à l’œuvre, Presses de l’Université de Montréal.
- 神房美砂（2018）「ルネ・シャールの〈アフォリズムの詩〉について」『Azur』第19号、成城大学フランス語フランス文化研究会、51-65頁。
- 神房美砂（2019）「ルネ・シャールを読むモーリス・ブランショ ―「死すべきパートナー」をめぐって」『Azur』第20号、成城大学フランス語フランス文化研究会、81-93頁。

## 関連書籍
- ポール・ヴェーヌ『詩におけるルネ・シャール』 西永良成訳、法政大学出版局（叢書・ウニベルシタス616）、1999年
- 西永良成『激情と神秘 ― ルネ・シャールの詩と思想』岩波書店、2006年